# José Gallardo Ku
José David Gallardo Ku (Pisco, 1965) es un economista peruano. Fue ministro de Transportes y Comunicaciones del Perú, desde el 23 de junio de 2014 hasta el 28 de julio de 2016.

## Biografía
Nació en Pisco, el 20 de abril de 1965, estudió Economía en la Pontificia Universidad Católica del Perú; tiene una maestría en Economía en la Universidad de California en Berkeley, dónde también cursó estudios de doctorado en economía. Es doctor honoris causa por la Universidad Nacional de Piura.  
En la década de 1990 realizó tareas de investigación y docencia, habiéndose desempeñando como profesor en el departamento de economía de la PUCP e investigador asociado del Grupo de Análisis para el Desarrollo (GRADE). En esta etapa, sus actividades se centraron en las áreas de microeconomía aplicada, organización industrial y regulación económica. Fue coautor con Alberto Pasco-Font y Valerie Fry del libro "La demanda residencial de telefonía básica en el Perú", así como de diversos artículos de investigación en regulación y microeconomía aplicada.  
Posteriormente ingresó al servicio público. Entre 2001 y 2005 fue gerente de estudios económicos del Osinergmin, y entre 2005 y enero de 2009 ocupó la gerencia de Políticas Regulatorias del Osiptel. Asimismo, desde octubre de 2011 se desempeñó como director del Banco Central de Reserva del Perú (BCRP), y en 2014 fue jefe de gabinete de asesores del Ministerio de la Producción, dónde diseñó "La Estrategia Nacional de Diversificación Productiva", conjuntamente con el entonces ministro de la producción Piero Ghezzi.   

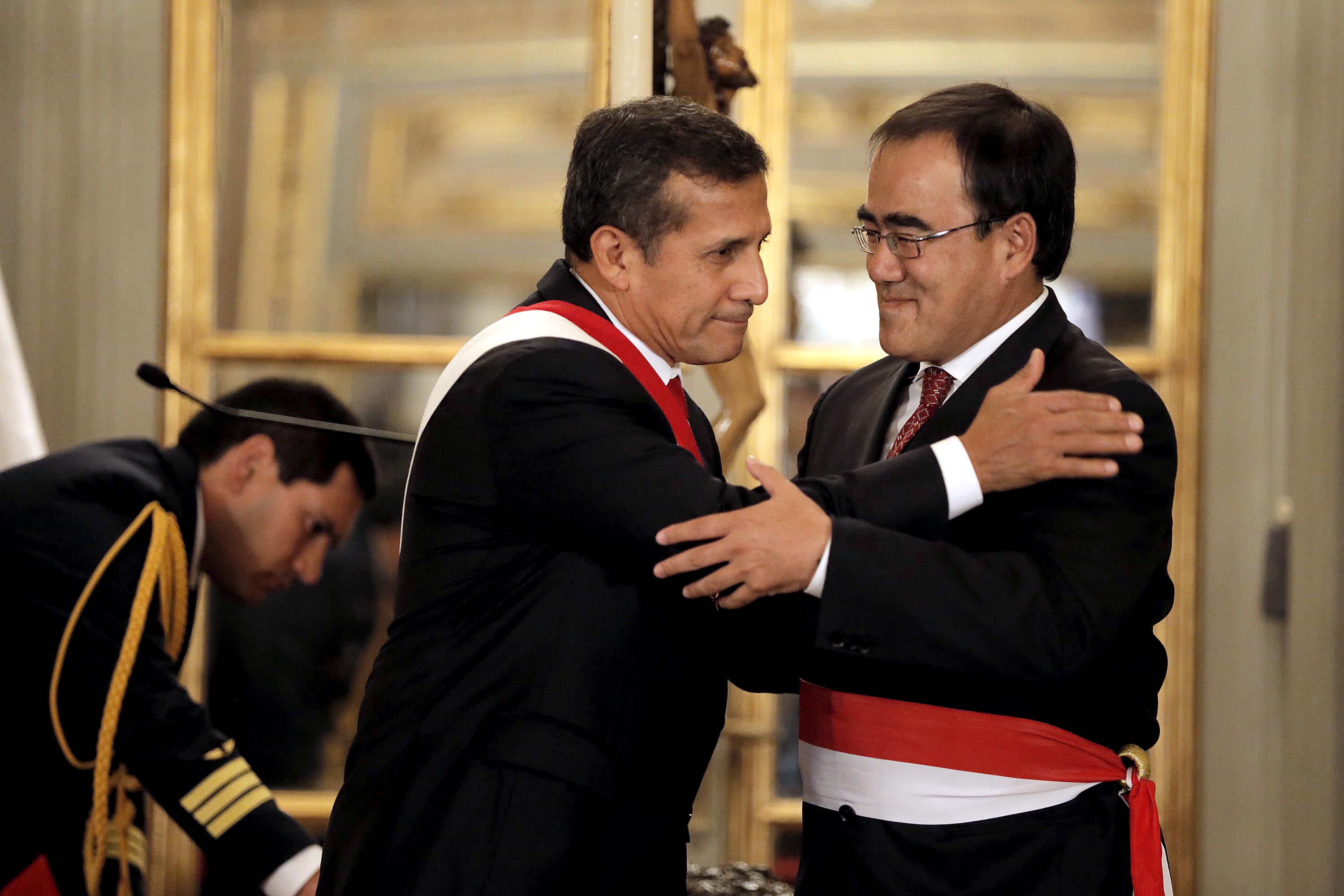
José Gallardo Ku, junto con el presidente Ollanta Humala, durante la ceremonia de su ratificación como ministro, el 2 de abril de 2015.

El 23 de junio de 2014 juró como ministro de Transportes y Comunicaciones del gobierno del presidente Ollanta Humala. La ceremonia se realizó en el Salón Dorado de Palacio de Gobierno.
Actualmente es profesor asociado del Departamento de Economía y director académico de su alma mater y sus actividades de investigación se han centrado en el desarrollo económico y el diseño de políticas públicas. En la PUCP, fue también director del programa de Maestría en Economía (2008-2014).
En 2021 fue designado jefe del Gabinete de Asesores del Ministerio de Economía y Finanzas.

## Publicaciones
- Mendoza, W. E. y  Gallardo, J. D. (2012). Las barreras al crecimiento económico en Loreto. lima: JICA, Serie de Estudios Regionales N° 5.
- Mendoza, W. E. y  Gallardo, J. D. (2011). Las barreras al crecimiento económico en Cajamarca. lima: Consorcio de Investigación Económica y Social CIES.
- Gallardo, J. y Ghezzi, P.  (2013). Qué se puede hacer con el Perú. Ideas para sostener el crecimiento económico en el largo plazo. Lima: Fondo editorial PUCP.